# Appel (Kontich)
Appel was een Belgische lokale kieslijst te Kontich.

## Geschiedenis
De kieslijst werd samengesteld naar aanleiding van de gemeenteraadsverkiezingen van 2000 en was samengesteld uit leden van de lokale afdelingen van de SP en Volksunie-ID, aangevuld met ACW-militanten, dissidente liberalen en onafhankelijken. Lijsttrekker was SP-er Stefan Vandevorst, lijstduwer ACW-ster Eliane De Boeck. Maarten Van Rompaey vertegenwoordigde vanop de derde plaats de Volksunie. Uit liberale hoek stond toenmalig VLD-schepen Rony De Cock op de tweede plaats. Ook het liberale gemeenteraadslid Frank Ponsaert en OCMW-raadslid Georges Ramsée versterkten de lijst. Appel overtuigde die verkiezingen 9,5% van de kiezers, goed voor twee zetels in de gemeenteraad. Verkozenen waren Stefaan Vandervorst en Erwin Van Den Bergh.